# 知本濕地
22°41′38″N 121°03′55″E / 22.693983°N 121.065167°E

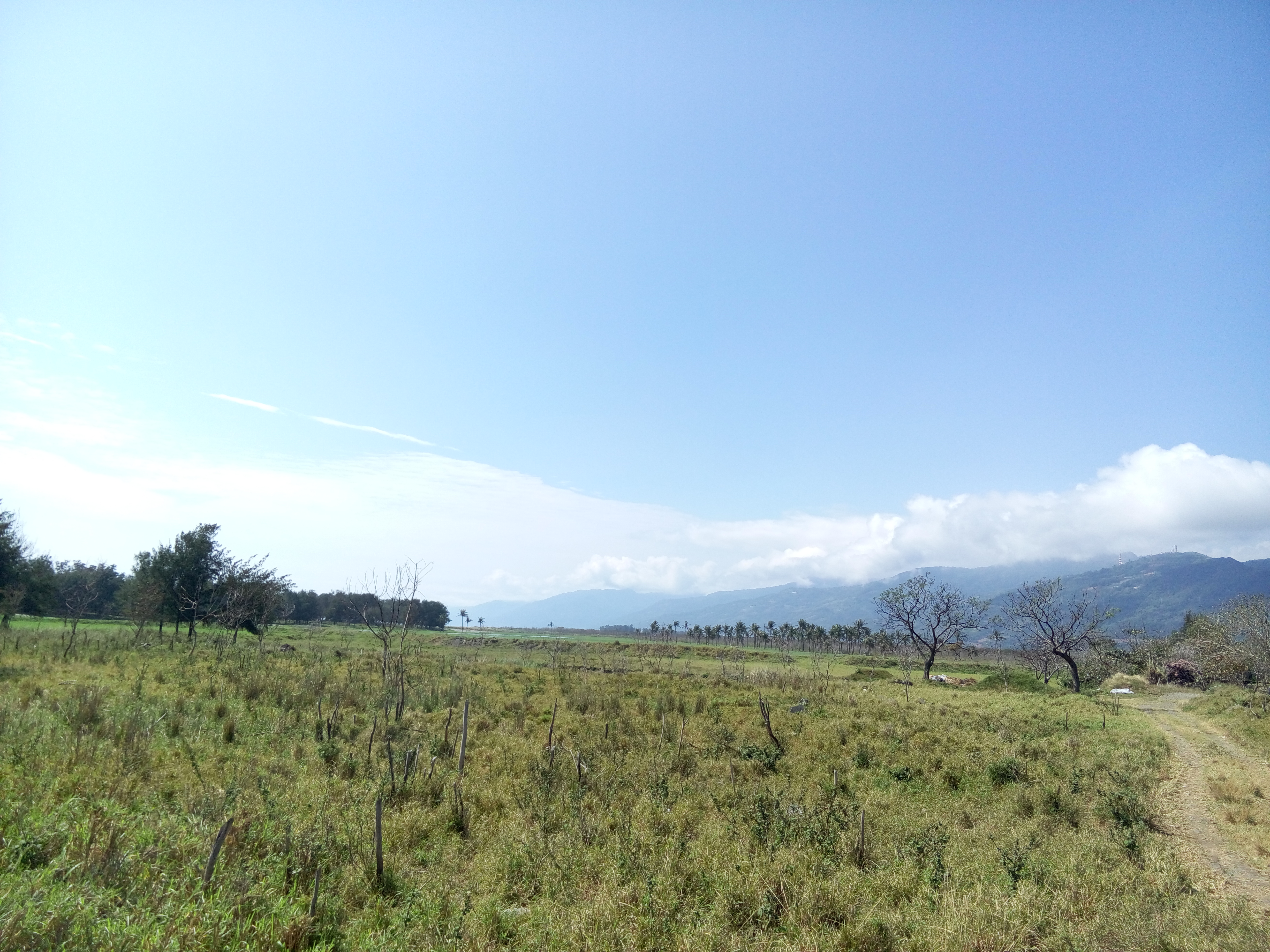
知本濕地（夢幻湖）遠景

知本濕地，為坐落於台灣臺東縣臺東市知本地區的一處濕地，其中一部分在當地人口中有夢幻湖之別稱。
當前，知本濕地尚未列入行政院營建署「國家重要濕地保育計畫」中，而國際鳥盟則已在2004年將知本濕地劃設為「重要野鳥類棲息地」（編號：IBA-TW040）。國立清華大學水生物專家曾晴賢教授針對知本濕地指出：全世界的濕地，都因人為的干擾而縮小或消失之際，知本濕地卻因無人干擾而復活，並逐漸擴張還原，實在是個相當珍貴的案例。因此，知本濕地曾被列入國家重要濕地保育計畫的行動中。

## 沿革
知本濕地原本是知本溪出海口的舊河道，是因海岸沙礫堵塞而形成的沒口河口潟湖，並且承接了射馬干溪（知本大排）的溪水作為湖區水源，屬於海岸自然濕地。曾因當地農民爭地，將知本濕地湖區闢為農田，並挖開將當時的知本濕地湖水洩流至海洋，使得當時知本濕地的範圍縮至最小。

### 捷地爾開發案
民國 86 年，當時台東縣政府將該地區土地所有權收歸縣政府所有並以公共造產方式合作再將知本濕地土地交給捷地爾公司進行開發，預備闢建知本綜合遊樂區。
該計畫中，捷地爾公司預定投資50億元台幣，並將12年期間劃分3期來興建12個活動區，包括：1主題公園、2水域公園、3商店街、4水上表演區、5遊艇碼頭、6高爾夫球場、7旅館（旅館在細分為山地文化旅館及綜合渡假旅館四棟）、8渡假小屋（小屋散布於高爾夫球場，有7處社區、84棟小屋）、9保養服務區、10綜合劇場、11馬術中心、12停車場（分為4處）。位於海岸線部分，1500公尺長的砂灘土地則再規劃興建遊艇港、遊艇碼頭、海上餐廳、沙灘旅館。在保安林區域部分，預備興建木屋建築及聯絡道路。更計畫將現有約20公頃的知本濕地填平，闢建為高爾夫球場。
原本，知本綜合遊樂區開發案細部計畫已經台灣省政府旅遊局於民國80年11月27日正式核准開發，卻因投資者間的債務糾紛及國有土地部分遲至民國86年始完成撥用等問題因故未施工，因此至今，知本濕地在當地農民離開此地後依舊沒有人為開發之動作。沒有了人為的干預，使得海浪夾帶的砂石封住了原本農民開挖的排水道，讓濕地湖水再次蓄積，濕地開始復原，面積逐年擴大還原，現今魚類、貝類、鳥類又重新在知本濕地重新繁殖棲息。

### 知本光電案
2018年台東縣政府規劃開發161公頃的太陽能光電區。

### 破壞事件
知本濕地於2015年（民國104年）3月6日遭到怪手開挖湖區與海岸之間的沙洲，導致湖水流失，魚蝦死亡，也讓當地常駐的珍稀鳥類離開知本濕地。
由於該事件屬於蓄意引發的惡意破壞事件，當前檢調單位已展開調查，訪談相關人員，調查是否有人謀不臧的行為。
而台東縣政府建設處在破壞事件遭發現後當天已經先請怪手將沙洲缺口處回填淤沙，讓湖水重新積蓄，相關濕地的後續變化還需持續觀察。

## 濕地範圍
知本濕地位於知本溪北側出海口附近，範圍從東沿射馬干溪（知本大排）至太平洋海岸，西至省道台11線公路至知本溪河岸堤防，南以沿知本溪河堤至知本溪出海口為界，北至射馬干溪與省道台11線公路交會點，面積約 1000 公頃。

## 物種
知本濕地為台灣東部地區最重要的候鳥棲息地之一，也是東部過境鳥類重要的補給站，甚至曾有當地農民看過天鵝到此過冬的場景。
經台東野鳥學會歷年來所進行的鳥類調查顯示，本區出現鳥種在130 種以上。
較為常見的留鳥有環頸雉、烏頭翁、小雲雀、紅冠水雞、小鷿鷈等；夏候鳥如燕鴴、小燕鷗、董雞都在此地繁殖；度冬的候鳥更有可觀：黑面琵鷺、鴛鴦、水雉、紫鷺、蒼鷺、白琵鷺、魚鷹、鸕鶿、鳳頭潛鴨、斑背潛鴨等。
根據 2008 年行政院農業委員會公告的最新保育類野生動物名錄，在知本濕地記錄的保育類計有以下 40 種。
- 瀕臨絕種一級保育類共 3 種：黑面琵鷺、琵鷺、隼。[4]
- 珍貴稀有二級保育類共 33 種：鴛鴦、 畫眉、水雉、黃鸝、魚鷹、綬帶鳥、草鴞、領角鴞、褐鷹鴞、短耳鴞、環頸雉、彩鷸、燕鴴、玄燕鷗、白眉燕鷗、蒼燕鷗、小燕鷗、草鴞、短耳鴞、褐鷹鴞、領角鴞、黃嘴角鴞、八哥、紅隼、唐白鷺、赤腹鷹、鳳頭蒼鷹、大冠鷲、澤鵟、眼鏡蛇、龜殼花、鎖蛇、雨傘節。[4]
- 其他應予保育三級保育類共 4 種：烏頭翁、紅尾伯勞、琵嘴鷸、麻鷺。[4]

另在2014年11月時，知本濕地相隔約10年，首度觀察到全球僅存約兩千多隻的東方白鸛蹤跡。

#### 外來種
目前，知本濕地已觀察到的外來種動植物有布袋蓮以及銀膠菊。

## 交通資訊
- 鐵路：台灣鐵路局知本車站
- 汽車：省道台11線

## 周遭景點
- 知本溫泉
- 白玉瀑布
- 知本圳
- 勇男橋

## 資料來源
1. 1 2 3 4  .   [2015-02-19]. （原始内容存档于2016-02-23）.
2. ↑  .   [2015-02-19]. （原始内容存档于2016-03-05）.
3. ↑  .   [2004]. （原始内容存档于2015-02-18）.
4. 1 2 3 4 5 6 7 8 9 10 11 12   (PDF). 2011-02-22.
5. ↑  .   [2018-04-02]. （原始内容存档于2018-04-05）.
6. ↑  .   [2019-06-03]. （原始内容存档于2021-08-28）.
7. ↑  .   [2019-10-14]. （原始内容存档于2019-10-14）.
8. 1 2 3  .   [2015-03-06]. （原始内容存档于2015-03-07）.
9. 1 2 3  .   [2015-03-06].
10. ↑  .   [2014-11-28]. （原始内容存档于2014-12-04）.

## 延伸閱讀
- 黃瀚嶢. . 春山出版. 2022年. ISBN 9786267236000.